# 토레 슐레만
토레 슐레만(Thore Schölermann, 1984년 9월 26일 ~ )은 독일의 배우이다.